# بلو نوت للتسجيلات
بلو نوت للتسجيلات هي شركة تسجيلات أميركية أنشأها ألفرد ليون وماكس مارگالس سنة 1939 وهي متخصصة في الجاز. ويعني اسمها «درجة زرقاء» وهو مجرد من «الدرجات الزرقاء» التي تتميز بها موسيقى الجاز والبلوز. 
في الأصل كانت بلونوت مكرسة لتسجيل الجاز التقليدي وموسيقى سوينغ من فرق صغيرة، وبدءا من سنة 1947 وجهت انتباهها نحو الجاز الحديث.